# Leopold Ružička
Lavoslav (Leopold) Stjepan Ružička ForMemRS (Vukovar, 13 de setembro de 1887 – Mammern, 26 de setembro de 1976) foi um cientista e químico suíço de origem croata. Recebeu oito doutorados honoris causa em ciência, medicina e direito; sete prêmios e medalhas, e 24 prêmios honorários em química, bioquímica e foi membro de sociedades científicas.

## Vida
Ružička nasceu em Vukovar, Croácia, então parte do Reino da Hungria, Império Austro-Húngaro. Sua família de artesãos e agricultores foi principalmente de origem croata, com uma bisavó checa, e uma avó e um avô da Áustria.
Cursou seus primeiros estudos em Osijek, Croácia, mudando sua ideia inicial de tornar-se sacerdote para o estudo das matérias técnicas. Provavelmente elegeu a química porque esperava encontrar trabalho na refinaria de açúcar recentemente inaugurada em Osijek. Ingressou na Universidade de Karlsruhe, onde estudou química orgânica e físico-química sob a supervisão de Fritz Haber. Posteriormente entrou na Universidade de Basileia e lecionou em classes de química orgânica no Instituto Federal de Tecnologia de Zurique.
Entre 1934 e 1935 descobriu que a androsterona e testosterona (hormônios masculinos) podem ser produzidos a partir de um esterol neutro, como o colesterol, o que solucionou o problema da produção sintética de hormônios.
Foi condecorado com o Nobel de Química de 1939, compartilhado com Adolf Butenandt, pelo seu trabalho sobre os polimetilenos e terpenos avançados.
Ružička casou-se duas vezes: a primeira vez com Anna Hausmann em 1912, e a segunda vez, em 1951, com Gertrud Acklin. Ele morreu em Mammern, Suíça, uma vila no lago de Constança.